# Eusterinx apophysa
Eusterinx apophysa är en stekelart som beskrevs av Humala 2004. Eusterinx apophysa ingår i släktet Eusterinx och familjen brokparasitsteklar. Inga underarter finns listade i Catalogue of Life.